# نیو لیبرتی (آیووا)
نیو لیبرتی (به انگلیسی: New Liberty) شهری در ایالت آیووا کشور ایالات متحده آمریکا است که جمعیت آن در سرشماری سال ۲۰۱۰ میلادی، ۱۳۷ نفر بوده‌است.